# 小召
小召，位于内蒙古自治区呼和浩特市玉泉区小召街，是一座藏传佛教格鲁派寺院。小召是呼和浩特地区的“七大召”之一。

## 简介
小召位于呼和浩特旧城（今玉泉区）的小召街。蒙古语原称“巴嘎召”（“巴嘎”意为“小”)，汉语译为“小召”。小召原来是明朝俺答汗（阿拉坦汗）的后裔俄木布所建的寺。到清朝顺治年间，该寺已经颓败失修。
清朝朝廷为了加强对呼和浩特地区召庙及喇嘛的管理，于康熙二十四年（1685年）专门设立了归化城喇嘛印务处，驻大召，由掌印扎萨克达喇嘛掌管，掌印扎萨克达喇嘛有权直接上奏清朝皇帝。首任掌印扎萨克达喇嘛为朋苏克召（崇寿寺）伊拉古克三呼图克图，但他背叛了清廷，暗中勾结反叛的卫拉特蒙古准噶尔部首领噶尔丹，清廷乃于1690年将伊拉古克三呼图克图革职查办。大召与朋苏克召受该事件影响，宗教地位有所下降。
当时，小召的活佛为第二世内齐托音呼图克图。他为清廷平定噶尔丹叛乱立功，受到康熙帝宠信，康熙帝特准科尔沁部十旗为其化缘地。康熙三十五年（1696年），康熙帝亲征噶尔丹巡幸归化城时，特地在小召驻跸三日，第二世内齐托音呼图克图专门举行了“皇图永固，万寿无疆”诵经法会。《归绥县志》记载，康熙帝临别之前，赠给小召的御用物品有：“金线绣龙坐褥一，金绣靠背一，金绣枕二。宝弓一，大小箭各五，甲胄全套。虎皮座一，豹皮座二。”小召每年以农历六月十二日为展览这些物品之日。此后民间将农历六月十二日称为“小召晾甲日”。
经过康熙帝恩准，第二世内齐托音呼图克图对小召进行了大规模修葺扩建，两年后的康熙三十六年（1697年）工程竣工，康熙帝赐寺名“崇福寺”。第二世内齐托音呼图克图还奏请康熙帝恩准，修葺了大召和席力图召。1698年，第二世内齐托音呼图克图成为归化城掌印扎萨克达喇嘛，喇嘛印务处也改设于小召，自此小召的宗教地位超过大召，民间遂有“大召不大，小召不小”的说法。康熙四十二年（1703年），在小召内建成了敕建满文、汉文、蒙古文、藏文四体文字的《圣祖御制延寿寺碑》及碑亭。小召的喇嘛受到清朝皇帝许多恩典，比如独许应用蒙古文佛经。
小召东面有慈灯寺，原是小召的一个属召。